# 肯杜爾湖
55°47′56″N 39°38′3″E / 55.79889°N 39.63417°E
肯杜爾湖（俄语：Кендур），是俄羅斯的湖泊，位於該國西部，由莫斯科州負責管轄，處於沙圖拉區，長0.45公里、寬0.4公里，面積0.16平方公里，最大水深4米。